# Рокабруна, Жозеп
Жозеп Рокабруна-и-Вальдивьесо (кат. Josep Rocabruna i Valdivieso; 1879, Барселона — 1957, Мехико) — испано-мексиканский скрипач, дирижёр и музыкальный педагог.
Получив первые уроки музыки в школе при барселонской Церкви Богоматери Милосердия, Рокабруна затем окончил барселонскую Консерваторию Лисеу (1895) по классу скрипки Доменека Санчеса-и-Дейя, после чего поступил в оркестр Театра Лисеу. С 1897 г. играл также вторую скрипку в струнном квартете под руководством Матьё Крикбома (в котором на виолончели играл Пабло Казальс).
В 1901 г. в составе камерного ансамбля под названием Испанский октет (исп. Octeto Español) отправился на гастроли в США. После успешного выступления в Нью-Йорке коллектив переместился в Мексику, и Рокабруна вместе с двумя другими музыкантами решил остаться в Мехико, где и прошла вся его дальнейшая жизнь.
Как скрипач Рокабруна выступал в Мексике преимущественно в ипостаси ансамблиста — прежде всего, в составе Квинтета Хорда-Рокабруна (названного именами его самого как первой скрипки и пианиста Льюиса Хорда). Как педагог Рокабруна в 1903 г. возглавил кафедру скрипки Национальной консерватории Мексики и руководил ею до конца жизни; среди его учеников Сильвестре Ревуэльтас, Армандо Монтьель, Луис Самуэль Салома. В 1906 г. он выступил одним из соучредителей мексиканского хора «Каталанский Орфей» (по образцу одноимённого барселонского). Кроме того, на протяжении многих лет Рокабруна дирижировал и руководил различными камерными и симфоническими оркестрами страны. В 1927 г. по случаю столетия смерти Людвига ван Бетховена Рокабруна продирижировал в Мехико циклом из всех его девяти симфоний.